# Tim Birkin
Tim Birkin, właśc. sir Henry Ralph Stanley Birkin, 3. baronet (ur. 26 lipca 1896 w Nottingham, zm. 22 czerwca 1933 w Londynie) – brytyjski kierowca wyścigowy. Syn sir Thomasa Stanleya Birkina. Żołnierz Royal Flying Corps w czasie I wojny światowej.

## Kariera wyścigowa
Birkin rozpoczął karierę w wyścigach samochodowych w 1921 roku biorąc udział w kilku wyścigach na torze Brooklands. Jednak sprawy zawodowe i rodzinne spowodowały przerwanie kariery aż do 1927 roku, kiedy to rozpoczął ściganie w samochodzie Bentleya w wyścigach wytrzymałościowych. Rok później uplasował się na piątej pozycji w klasie 5 24-godzinnego wyścigu Le Mans. W 1929 roku świętował zwycięstwo w klasie 8, co było równoznaczne ze zwycięstwem w całym wyścigu. Drugie miejsce w klasie 5 24-godzinnego wyścigu Le Mans w 1930 roku było jednym z ostatnich sukcesów „Bentley Boys” w Le Mans. Jednak jeszcze w sezonie 1931, już w samochodzie Alfa Romeo, Birkin ponownie odniósł zwycięstwo w słynnym wyścigu długodystansowym.
Od 1930 roku Brytyjczyk startował także w międzynarodowych wyścigach Grand Prix. W Grand Prix Francji 1930 uplasował się na drugiej pozycji. Rok później był czwarty w Grand Prix Francji 1931 oraz Grand Prix Belgii 1931, zaliczanych do klasyfikacji Mistrzostw Europy AIACR. Z dorobkiem szesnastu punktów uplasował się na szesnastej pozycji w klasyfikacji generalnej. W kolejnych latach startował w samochodach Alfa Romeo oraz Maserati. W Grand Prix Trypolisu 1933 stanął na najniższym stopniu podium, jednak poparzył sobie dłoń. Rana spowodowała atak malarii, na którą zaraził się w czasie I wojny światowej w Palestynie. Zmarł w domu opieki pielęgniarskiej w Londynie.